# Éveil musical
Ne doit pas être confondu avec Éducation musicale, Formation musicale (discipline) ou Enseignement musical.
L’éveil musical est une forme d'initiation à la musique, à son écoute et à la pratique d'un instrument destinée aux jeunes enfants et dispensée dans certaines crèches et par certaines associations.